# Georges Rouault
Georges Rouault (Pariz, 27. svibnja 1871. – Pariz, 13. veljače 1958.), francuski slikar i grafičar.

## Životopis
U mladosti je zaposlen u radionicama vitraja, što je utjecalo na njegov likovni izraz. Godine 1905. sudjelovao je na prvoj izložbi fovista. Izgradio je vlastito ekspresionističko vizionarsko obilježje: unutar oštrih crnih kontura blješte plohe čistih transparentnih boja. Motivi su mu tragični i groteskni (muka Kristova, suci, cirkuski artisti, klauni, skitnice, bludnice). Radio je i u primijenjenoj umjetnosti (vitraj, emajl, keramika) kao scenograf (za S. Djagiljeva) i ilustrator-grafičar. U posljednjoj fazi zapao je u miznatropiju i misticizam, te je 1948. godine spalio 315 svojih slika iz ranijih razdoblja.